# Robert Gysae
Robert Gysae (14 de Janeiro de 1911 - 26 de Abril de 1989) foi um comandante de U-Boot que serviu na Kriegsmarine durante a Segunda Guerra Mundial. Afundou um total de 25 embarcações aliadas somando 149 403 toneladas em oito patrulhas de guerra. Foi condecorado com as Folhas de Carvalho da Cruz de Cavaleiro.

## História
Robert Gysae entrou para a Marinha da Alemanha no mês de abril de 1931. Nos primeiros anos de serviço esteve em torpedeiros, dentre estes estavam o Albatros, Leopard e T-107, sendo transferido para a força U-Boot no mês de abril de 1940 com a patente de Kapitänleutnant.
Não demorou muito tempo até assumir o seu primeiro comando, onde no mês de outubro de 1940 ele comissionou o U-98, realizando a sua primeira patrulha de guerra alguns meses tarde, em março de 1941. Com o U-98, Gysae realizou um total de seis patrulhas de guerra, tendo neste meio tempo afundado 11 embarcações aliadas. Foi no comando desta unidade que Robert Gysae foi condecorado com a Cruz de Cavaleiro da Cruz de Ferro no dia 31 de dezembro de 1941, sendo o 99º soldado da Kriegsmarine a ser condecorado com ela e o 43º soldado da Força U-Boot.
Após assumiu o comando do U-177, tendo com este realizado duas patrulhas longas pelo Oceano Índico, conseguindo afundar 14 embarcações aliadas num total de 87,388 toneladas, sendo durante a sua segunda patrulha com o U-177 condecorado com as Folhas de Carvalho, sendo o 31º soldado da Kriegsmarine a ser condecorado com esta medalha e o 24º da Foças U-Boot.
O comando deste submarino foi entregue no mês de outubro de 1943 e se tornou o comandante da 25. Unterseebootsflottille no mês de janeiro de 1944. Já nos últimos meses de guerra, Gysae saiu do comando da Flotilha no mês de abril de 1945 e comandou o Marinepanzerjagd-Regiment 1 até o fim da guerra.
Após o término da Segunda Guerra Mundial, Gysae passou algumas semanas em cativeiro e depois foi libertado. Entrou para a Bundesmarine onde serviu por quatro anos em uma base naval norte-americana e após se tornou comandante da Marinedivision Nordsee durante três anos com a patente de Flottillenadmiral, se aposentando no mês de março de 1970.

## Carreira

### Patentes
| Offiziersanwärter    | 1 de abril de 1931   |
| Seekadett            | 1 de abril de 1932   |
| Fähnrich zur See     | 1 de janeiro de 1933 |
| Oberfähnrich zur See | 1 de janeiro de 1935 |
| Leutnant zur See     | 1 de abril de 1935   |
| Oberleutnant zur See | 1 de janeiro de 1937 |
| Kapitänleutnant      | 1 de outubro de 1939 |
| Korvettenkapitän     | 1 de julho de 1943   |

### Condecorações
| Dienstauszeichnung IV. Klasse                       | 2 de outubro de 1936   |
| Medaille zur Erinnerung                             | 20 de dezembro de 1939 |
| Cruz de Ferro 2ª Classe                             | 31 de maio de 1940     |
| Italienisches Ritterkreuz des Ordens der Krone      | 11 de março de 1941    |
| Cruz de Ferro 1ª Classe                             | 15 de abril de 1941    |
| Nennung im Wehrmachtbericht                         | 23 de maio de 1941     |
| Badge de Guerra dos U-Boot                          | 31 de maio de 1941     |
| Cruz de Cavaleiro da Cruz de Ferro                  | 31 de dezembro de 1941 |
| Italienisches Kriegskreuz mit Schwertern            | 25 de maio de 1943     |
| Folhas de Carvalho                                  | 31 de maio de 1943     |
| Badge de Feridos em Preto                           | 25 de junho de 1943    |
| Kriegsverdienstkreuz 2ª Classe com Espadas          | 1 de setembro de 1944  |
| Broche do Fronte U-Boot                             | 1 de outubro de 1944   |
| U-Boots-Frontspange in Bronze                       | 1 de outubro de 1944   |
| U-Boots-Kriegsabzeichen in Gold mit Brillanten      |                        |
| Cruz Espanhola 1ª Classe com Espadas em Bronze      |                        |
| Verdienstkreuz I.Klasse des Verdienstordens der BRD |                        |
| Legion of Merit (EUA)                               |                        |

### Patrulhas
|       | Comando | Partida                | Partida     | Chegada                 | Chegada     | Dias     | Toneladas |
| ----- | ------- | ---------------------- | ----------- | ----------------------- | ----------- | -------- | --------- |
| 1.    | U-98    | 12 de março de 1941    | Kiel        | 14 de abril de 1941     | Lorient     | 34 dias  | 15 588    |
| 2.    | U-98    | 1 de maio de 1941      | Lorient     | 29 de maio de 1941      | St. Nazaire | 29 dias  | 23 307    |
| 3.    | U-98    | 23 de junho de 1941    | St. Nazaire | 23 de julho de 1941     | St. Nazaire | 31 dias  | 10 842    |
| 4.    | U-98    | 31 de agosto de 1941   | St. Nazaire | 26 de setembro de 1941  | St. Nazaire | 27 dias  | 4392      |
| 5.    | U-98    | 29 de outubro de 1941  | St. Nazaire | 29 de novembro de 1941  | St. Nazaire | 32 dias  |           |
| 6.    | U-98    | 18 de janeiro de 1942  | St. Nazaire | 27 de fevereiro de 1942 | St. Nazaire | 41 dias  | 5298      |
| 7.    | U-177   | 17 de setembro de 1942 | Kiel        | 22 de janeiro de 1943   | Bordeaux    | 128 dias | 51 959    |
| 8.    | U-177   | 1 de abril de 1943     | Bordeaux    | 1 de outubro de 1943    | Bordeaux    | 184 dias | 38 017    |
| Total | Total   | Total                  | Total       | Total                   | Total       | 506 dias | 194 403t  |

### Sucessos
- 25 navios afundados totalizando 136,266 toneladas
- 1 navio de guerra auxiliar afundado totalizando 10,549 toneladas
- 1 navio danificado totalizando 2,588 toneladas

| Data                    | U-Boot | Nome da Embarcação  | Toneladas | Nacionalidade   |
| ----------------------- | ------ | ------------------- | --------- | --------------- |
| 27 de março de 1941     | U-98   | Koranton            | 6,695     | britânico       |
| 4 de abril de 1941      | U-98   | Helle               | 2,467     | norueguês       |
| 4 de abril de 1941      | U-98   | Welcombe            | 5,122     | britânico       |
| 9 de abril de 1941      | U-98   | Prins Willem II     | 1,304     | holandês        |
| 13 de maio de 1941      | U-98   | HMS Salopian (F 94) | 10,549    | britânico       |
| 20 de maio de 1941      | U-98   | Rothermere          | 5,356     | britânico       |
| 21 de maio de 1941      | U-98   | Marconi             | 7,402     | britânico       |
| 9 de julho de 1941      | U-98   | Designer            | 5,945     | britânico       |
| 9 de julho de 1941      | U-98   | Inverness           | 4,897     | britânico       |
| 16 de setembro de 1941  | U-98   | Jedmoor             | 4,392     | britânico       |
| 15 de fevereiro de 1942 | U-98   | Biela               | 5,298     | britânico       |
| 2 de novembro de 1942   | U-177  | Aegeus              | 4,538     | grego           |
| 9 de novembro de 1942   | U-177  | Cerion (danificado) | 2,588     | britânico       |
| 19 de novembro de 1942  | U-177  | Scottish Chief      | 7,006     | britânico       |
| 20 de novembro de 1942  | U-177  | Pierce Butler       | 7,191     | norte-americano |
| 28 de novembro de 1942  | U-177  | Nova Scotia         | 6,796     | britânico       |
| 30 de novemrbro de 1942 | U-177  | Llandaff Castle     | 10,799    | britânico       |
| 7 de dezembro de 1942   | U-177  | Saronikos           | 3,548     | grego           |
| 12 de dezembro de 1942  | U-177  | Empire Gull         | 6,408     | britânico       |
| 14 de dezembro de 1942  | U-177  | Sawahloento         | 3,085     | holandês        |
| 28 de maio de 1943      | U-177  | Agwimonte           | 6,679     | norte-americano |
| 28 de maio de 1943      | U-177  | Storaas             | 7,886     | norueguês       |
| 6 de julho de 1943      | U-177  | Jasper Park         | 7,129     | canadense       |
| 10 de julho de 1943     | U-177  | Alice F. Palmer     | 7,176     | norte-americano |
| 29 de julho de 1943     | U-177  | Cornish City        | 4,952     | britânico       |
| 5 de agosto de 1943     | U-177  | Efthalia Mari       | 4,195     | grego           |
| Total                   | Total  | Total               | 194 403   |                 |